# Lethrus mikitovae
Lethrus mikitovae is een keversoort uit de familie mesttorren (Geotrupidae). De wetenschappelijke naam van de soort werd in 1989 gepubliceerd door Nikolajev & Shukronajev.